# Hedorfs Kollegium
Hedorfs Kollegium er et kollegium ved Flintholm Station tæt på Copenhagen Business School og Niels Brock i Frederiksbergs nye bydel – Revykvarteret – der ligger mellem Flintholm Allé, Finsensvej og jernbanen. Kollegiet indeholder 52 et-værelses lejligheder. 
Kollegiet er opført med Hedorf Holding som bygherre og med arkitektfirmaet KHR arkitekter som arkitekt. Kollegiet var klar til indflytning 1. oktober 2009. Efor er Anne Guinot.
“Vi vil gerne have en moderne Utzon.” Så klart og kontant var budskabet fra Hedorfs Fond, da de bad KHR arkitekter om at tegne et nyt kollegium på Frederiksberg. Bygningen skulle være unik, i god kvalitet og samtidig holde sig inden for et snævert budget. Missionen ser ud til at være lykkedes – i Mark Magazine nr. 20, juni/juli 2009 sammenlignes kollegiet med Utzons kirke i Bagsværd. 

## Hedorfs Fond
Hedorfs Fond (eller Generalkonsulinde Anna Hedorf og Generalkonsul Frode Hedorfs Fond) er en fond etableret af midler fra generalkonsul Frode Hedorfs formue, realiseret efter hans død i 1961. Formuen er sammen med akkumuleret overskud fra Transportkompagniet Nord A/S overdraget Fonden. Transportkompagniet Nord blev i 1992 solgt til ASG AB, mens dets speditionsaktiviteterne blev drevet videre af DHL Express (Denmark) A/S.
- Fondens formål er at virke til fremme af handel og transportvæsen ved at yde støtte til unge, som gennem udlandsophold ønsker videre uddannelse inden for sådan virksomhed.
- Specielle forsknings- eller analyseopgaver inden for handel og transport støttes.
- Hedorfs Fonds Forskningspris for International Virksomhedskommunikation og Sprog uddeles hvert andet år.(Siden 1994)
- Hedorfs Fonds Pris for Transportforskning uddeles ligeledes hvert andet år.
- Hedorfs Kollegium på Frederiksberg opført i 2009.

## Kvarteret omkring Flintholm har sin egen historie
Lige i nærheden af metrostationen Flintholm lå gården Flintholm. Gården fik sit navn efter Jacob Nielsen Flindt, som købte Flintholm i slutningen af 1700-tallet. 
Flintholm-gården lå ved en jordvej langt ude på landet. Frederiksberg Kommune købte Flintholm og byggede den om til lazaret for epidemipatienter. 
En anden med betydning for områdets historie er Elektricitetsværket, Finsensværket. Værket er opført efter tegninger af Københavns Kommunes stadsarkitekt Hans Wright og stod færdigt i 1908 mellem Finsensvej og det område, hvor Dirch Passers Allé nu ligger. Der er stadig elektricitetsværk på adressen. 
Til værket blev der bygget en funktionærbolig (Den Gule Villa, nu kvarterets kulturhus) med lejligheder til to overmaskinmestre, en portnerbolig, en smedje samt en bygning med opholdsrum til medarbejderne. 
Den Gule Villa er fredet.

## Eksterne links
- Hedorfs kollegium på Frederiksberg
- Hedorfs Fond – officiel website
- "HEDORFS FOND I 50 ÅR - 50 År  Juilæum - 1963-2013".  50 år "HEDORFS FOND" Jubilæumskrift kan hentes her i PDF format. (36 sider) Arkiveret 7. januar 2014 hos  Wayback Machine
- "Generalkonsulen og hans eneste barn – Transportkompagniet Nord", Jubilæumskrift fra Hedorfs Fond Arkiveret 12. oktober 2007 hos  Wayback Machine

55°41′2.32″N 12°30′4.54″Ø / 55.6839778°N 12.5012611°Ø